# Umeraș

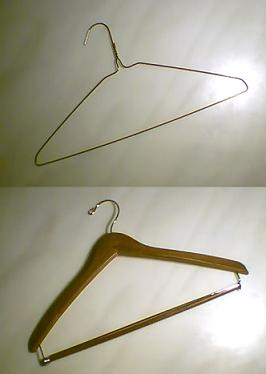
Umerașe din metal (sus) și din lemn (jos)

Un umeraș este un obiect realizat de obicei din lemn, plastic sau metal, puțin curbat, și care conține la mijloc un cârlig. Rolul umerașului este de a păstra hainele astfel încât să-și mențină forma.